# Камера згоряння

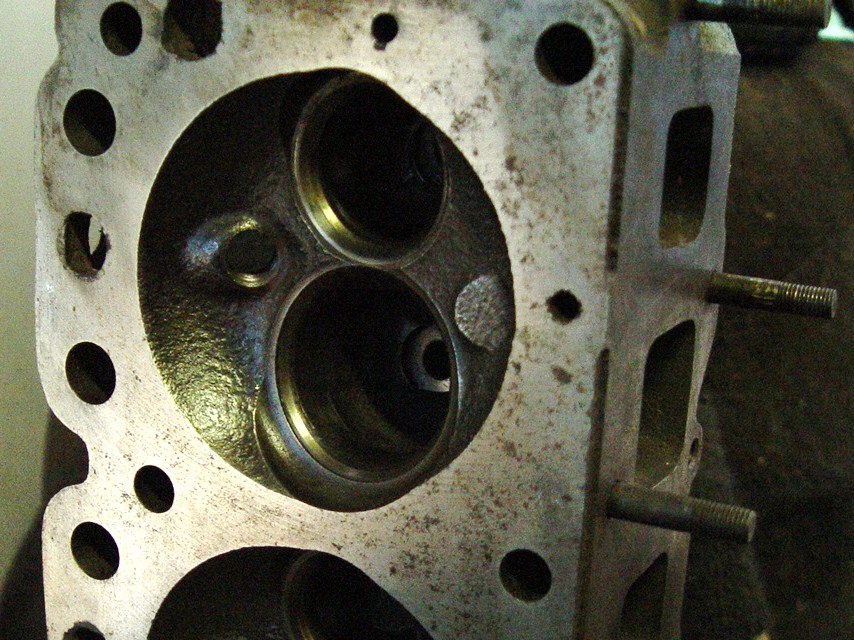
Камера згоряння у головці блока циліндрів

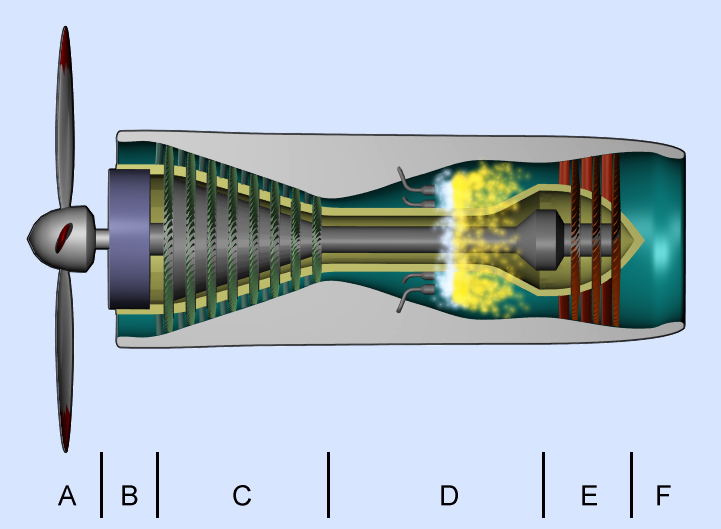
Схема газотурбінного двигуна. Камера згоряння позначена літерою D

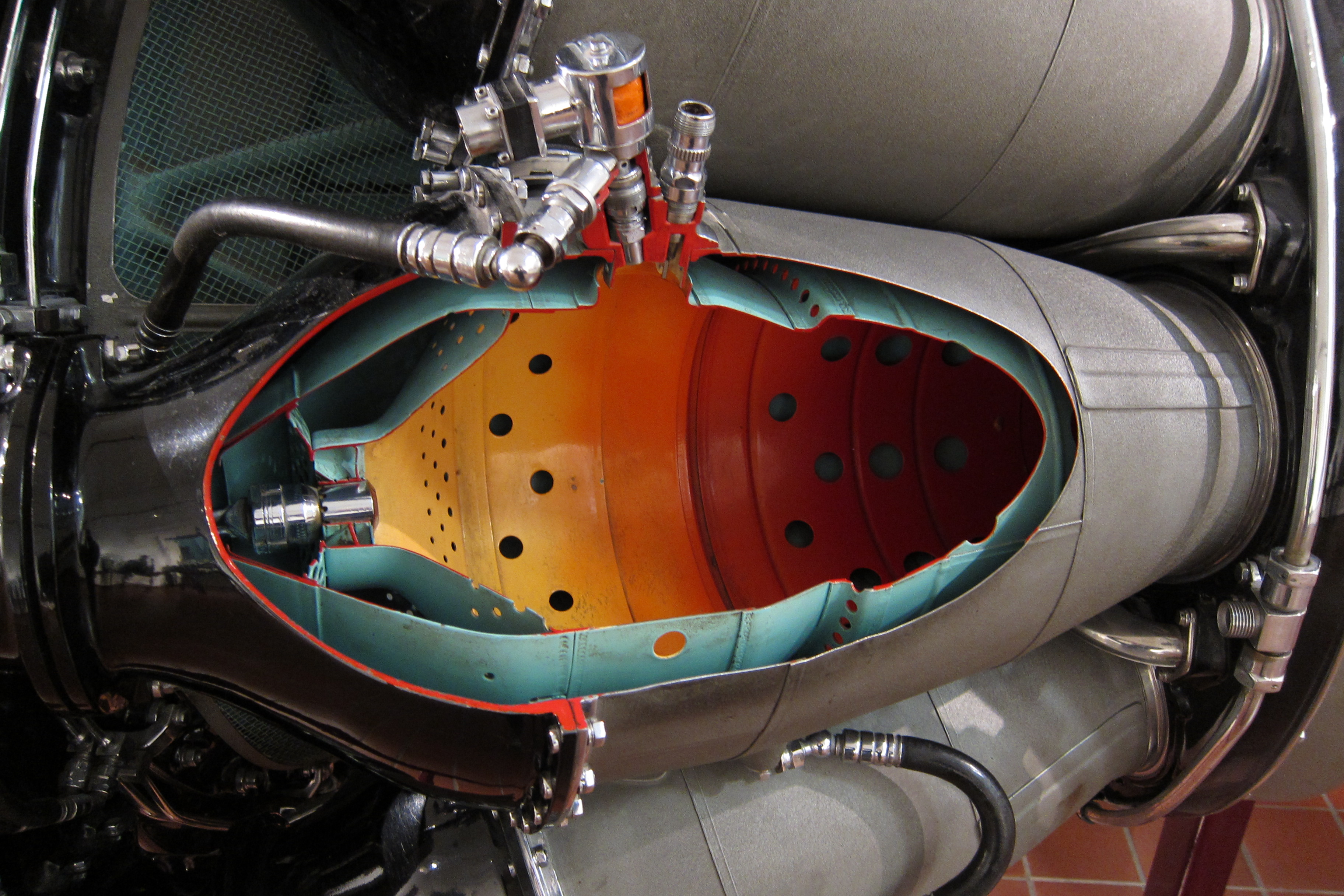
Камера згоряння турбореактивного двигуна Rolls-Royce Nene

Ка́мера згоря́ння (англ. combustion chamber) — пристрій із замкненим простором або сам замкнутий простір двигуна внутрішнього згоряння, в якому в результаті згоряння пального (газоподібного, рідкого або твердого) здійснюється підвищення температури робочого тіла, яке в нього надходить.

## Види та застосування
Камери згоряння бувають:
- періодичної дії (напр., в поршневих двигунах внутрішнього згоряння, в пульсуючих повітряно-реактивних двигунах);
- безперервної дії (напр., в газотурбінних, турбореактивних двигунах, рідинних ракетних двигунах тощо)

У поршневих двигунах камера згоряння зазвичай утворена внутрішньою поверхнею головки циліндра і днищем поршня. Камери згоряння газотурбінних двигунів найчастіше вбудовуються безпосередньо в двигун. У камері згоряння відбувається утворення паливної суміші, спалювання її та підведення газового потоку продуктів згоряння на вхід газової турбіни. У турбореактивних та рідинних ракетних двигунах продукти згоряння, розганяючись в соплі, встановленому за камерою згоряння, створюють реактивну тягу. Камера згоряння безперервної дії — один з найважливіших вузлів авіаційних і космічних двигунів, енергетичних і транспортних газотурбінних установок, які широко застосовуються в енергетиці, хімічній промисловості, на залізничному транспорті, морських і річкових суднах, в авіації та космонавтиці.

## Особливості камер згоряння поршневих ДВЗ

Варіанти виконання камер згоряння у поршні дизельного двигуна

Протягом короткого циклу роботи двигуна має відбуватися не лише згоряння, а й попереднє приготування горючої суміші (за винятком застарілих карбюраторних двигунів). Тому форма камери згоряння, розміщення форсунки і клапанів/вікон має забезпечувати як приготування суміші, так і її згоряння з мінімальними тепловтратами в стінки. Крім того, важливим є дотримання екологічних норм.
У двигунах з іскровим запалюванням камера згоряння може бути шатрового, півсферичного, лінзовидного, клинового, та більш рідкісних типів. Рух фронту полум'я має забезпечувати приблизно однакову швидкість згоряння, щоб робота двигуна не була «жорсткою». З міркувань детонаційної стійкості шлях полум'я повинен бути найкоротшим, а остання порція суміші не повинна розташовуватися в зоні випускних клапанів. У системах з розшаруванням заряду підвищення детонаційної стійкості досягають збідненням останньої порції суміші. Камера повинна бути компактною, щоб зменшити тепловіддачу в стінки. Подача палива — через карбюратор, у колектор або пряме впорскування в циліндр.
У двигунах із запалюванням від стиснення форма камер буває різноманітнішою і визначається обраним методом сумішоутворення (випаровування палива). Це може бути вихрова камера або передкамера в головці блока, або камера в поршні (див. рисунок). Сумішоутворення — плівкове, об'ємно-плівкове, об'ємне. Метод уприскування — лише прямий. Останнім часом з використанням ефективної системи Common Rail значно поліпшило показники двигунів з об'ємним сумішоутворенням, так що різноманітність камер зазнала скорочення.